# Вілледж-оф-Оук-Крік (Аризона)
Вілледж-оф-Оук-Крік (англ. Village of Oak Creek) — переписна місцевість (CDP) в США, в окрузі Явапай штату Аризона. Населення — 6128 осіб (2020).

## Географія
Вілледж-оф-Оук-Крік розташований за координатами 34°46′53″ пн. ш. 111°45′38″ зх. д. / 34.78139° пн. ш. 111.76056° зх. д. (34.781269, -111.760600).  За даними Бюро перепису населення США в 2010 році переписна місцевість мала площу 13,61 км², уся площа — суходіл.

## Демографія
Згідно з переписом 2010 року, у переписній місцевості мешкало 6147 осіб у 3134 домогосподарствах у складі 1784 родин. Густота населення становила 452 особи/км².  Було 4076 помешкань (299/км²).
Расовий склад населення:
| - 92,2 % — білих - 1,5 % — азіатів - 0,6 % — корінних американців - 0,6 % — чорних або афроамериканців - 0,1 % — вихідців з тихоокеанських островів - 2,9 % — осіб інших рас |

До двох чи більше рас належало 2,0 %. Частка іспаномовних становила 9,9 % від усіх жителів.
За віковим діапазоном населення розподілялося таким чином: 11,5 % — особи молодші 18 років, 51,8 % — особи у віці 18—64 років, 36,7 % — особи у віці 65 років та старші. Медіана віку мешканця становила 59,2 року. На 100 осіб жіночої статі у переписній місцевості припадало 81,5 чоловіків;  на 100 жінок у віці від 18 років та старших — 80,7 чоловіків також старших 18 років.
Середній дохід на одне домашнє господарство  становив 75 279 доларів США (медіана — 58 882), а середній дохід на одну сім'ю — 95 453 долари (медіана — 75 797). За межею бідності перебувало 7,6 % осіб, у тому числі 23,0 % дітей у віці до 18 років та 4,4 % осіб у віці 65 років та старших.
Цивільне працевлаштоване населення становило 2303 особи. Основні галузі зайнятості: освіта, охорона здоров'я та соціальна допомога — 28,8 %, мистецтво, розваги та відпочинок — 21,1 %, науковці, спеціалісти, менеджери — 11,6 %, роздрібна торгівля — 9,4 %.